# Bistum Sultanpet
Das Bistum Sultanpet (lateinisch Dioecesis Sultanpetensis, englisch Diocese of Sultanpet) ist eine in Indien gelegene römisch-katholische Diözese mit Sitz in Sultanpet.

## Geschichte
Das Bistum Sultanpet wurde am 28. Dezember 2013 durch Papst Franziskus mit der Apostolischen Konstitution Cum ad aeternam aus Gebietsabtretungen der Bistümer Coimbatore und Calicut errichtet und dem Erzbistum Verapoly als Suffraganbistum unterstellt. Erster Bischof wurde Peter Abir Antonisamy.
Die in Palakkad gelegene Pfarrkirche St. Sebastian wurde zur Kathedrale des Bistums Sultanpet erhoben.
Seit dem 12. April 2025 ist das Bistum Sultanpet Suffragan des zum Metropolitansitz erhobenen Erzbistums Calicut.
Das Bistum erfasst nur die Katholiken des lateinischen Ritus im Distrikt Palakkad im Bundesstaat Kerala. Die dort ebenfalls wohnenden Katholiken der syro-malabarischen Kirche gehören zu anderen Diözesen.